# Distrito de Bristol Bay
 Coordenadas : minutos ou segundos > 60
O Distrito de Bristol Bay é um dos 18 distritos organizados do Estado americano do Alasca. É um distrito organizado, ou seja, que possui o poder e o dever de fornecer certos serviços públicos aos seus habitantes. Sua sede de distrito é Naknek. Possui uma área de 2,299 km², uma população de 1.258 habitantes e uma densidade demográfica de 1 hab/km². Foi fundada em 1962. Foi o primeiro distrito organizado criado no Estado. Bristol Bay é a menor região administrativa do Alasca.